# Vladimirhäst
Vladimirhästen är en hästras utvecklad i Ryssland och utgör tillsammans med Ryskt kallblod och Sovjetiskt kallblod de enda tyngre hästarna i Ryssland och de tre hästraserna utvecklades nästan samtidigt. Vladimirhästen utvecklades på jordbrukskollektiv och statsjordbruk i provinserna Vladimir och Ivanovo i Ryssland. Vladimirhästarna är ganska eleganta i jämförelse med andra kallblodshästar och är lättare i exteriören än de andra två ryska kallblodsraserna. 

## Historia
Innan Ryska revolutionen 1917 hade Ryssland fler hästar per 100 invånare än något annat land i Europa. Enbart Island hade fler hästar. Det var under denna tid på slutet av 1800-talet som grunden för Vladimirhästen lades vid statliga stuteriet i Posadsk i området Vladimir och Ivanovo. Aveln började 1886 med lokala inhemska ston som korsades med importerade tunga hingstar av Clydesdale, Suffolk Punchhästar och de lättare körhästarna Cleveland Bay. De viktigaste stamhingstarna blev Clydesdalehästarna Lord James och Border Brand, båda födda 1910 och hingsten Glen Albin, född 1923. Shirehästen blandades även in i rasen och var viktig i utvecklingen men de avlades anbart in från och med 1910 och några år framåt och hittas bara i stamtavlor som går bak till 1910-1920.  
Mellan 1920 och 1925 slutade man med all slags utavel då uppfödarna hade fått fram en utmärkt draghäst som även var lämplig för lättare jordbruk. Utvalda hästar användes sedan för att fixera hästens typ och karaktär. 1946 blev rasen godkänd som egen ras och fick sitt namn, Vladimirhäst efter området Vladimir där uppfödningen av rasen startat och 1950 avslutade man den selektiva aveln och förbättringen.

## Egenskaper
Vladimirhästen är inte lika kraftig i kroppen som sina föregångare men den har en ganska kort rygg som ibland kan vara lite svag. Rasen är snabbare än många andra kallblodshästar och saknar ibland hovskägg vilket får den att se ut som en lite kraftigare ridhäst. Hästarna är kraftiga runt brösten som i vissa exemplar kan mäta över 2 meter i bröstomfång. Rörelserna är oväntat energiska trots att hästen har ganska korta och muskulösa ben. Huvudet är medelstort med utåtnuktande nosprofil och väl proportionerliga ögon och öron. 
Rasen används idag mest i körning och på tävlingar är de berömda för sitt trespann framför den traditionella vladimirtrojkan. Hästarna mognar dessutom tidigt, har hög fruktsamhet och brukar sättas i arbete redan vid 3 års ålder. Rasen är stark och uthållig och har ett väldigt gott lynne. Numera används de även som framgångsrika hopphästar på den internationella hoppscenen.